# Xintai
Koordinaten: 35° 52′ N, 117° 37′ O
Die Stadt Xintai (新泰市,  Xīntài Shì) ist eine kreisfreie Stadt in der chinesischen Provinz Shandong. Sie gehört zum Verwaltungsgebiet der bezirksfreien Stadt Tai’an. Xintai hat eine Fläche von 1933 Quadratkilometern und zählt 1.315.942 Einwohner (Stand: Zensus 2010).

## Administrative Gliederung
Auf Gemeindeebene setzt sich die kreisfreie Stadt aus zwei Straßenvierteln, siebzehn Großgemeinden und einer Gemeinde zusammen. 